# کرازبی، آیل آو من
کرازبی (به انگلیسی: Crosby) یک روستا در بریتانیا است که در جزیره من واقع شده‌است. کرازبی ۹۰۰ نفر جمعیت دارد.